# Ambassade du Soudan du Sud en France
L'ambassade du Soudan du Sud en France est la représentation diplomatique de la république du Soudan du Sud en République française. Elle est située à Paris et son ambassadeur est, depuis 2023, Michael Milli Hussein.

## Ambassade

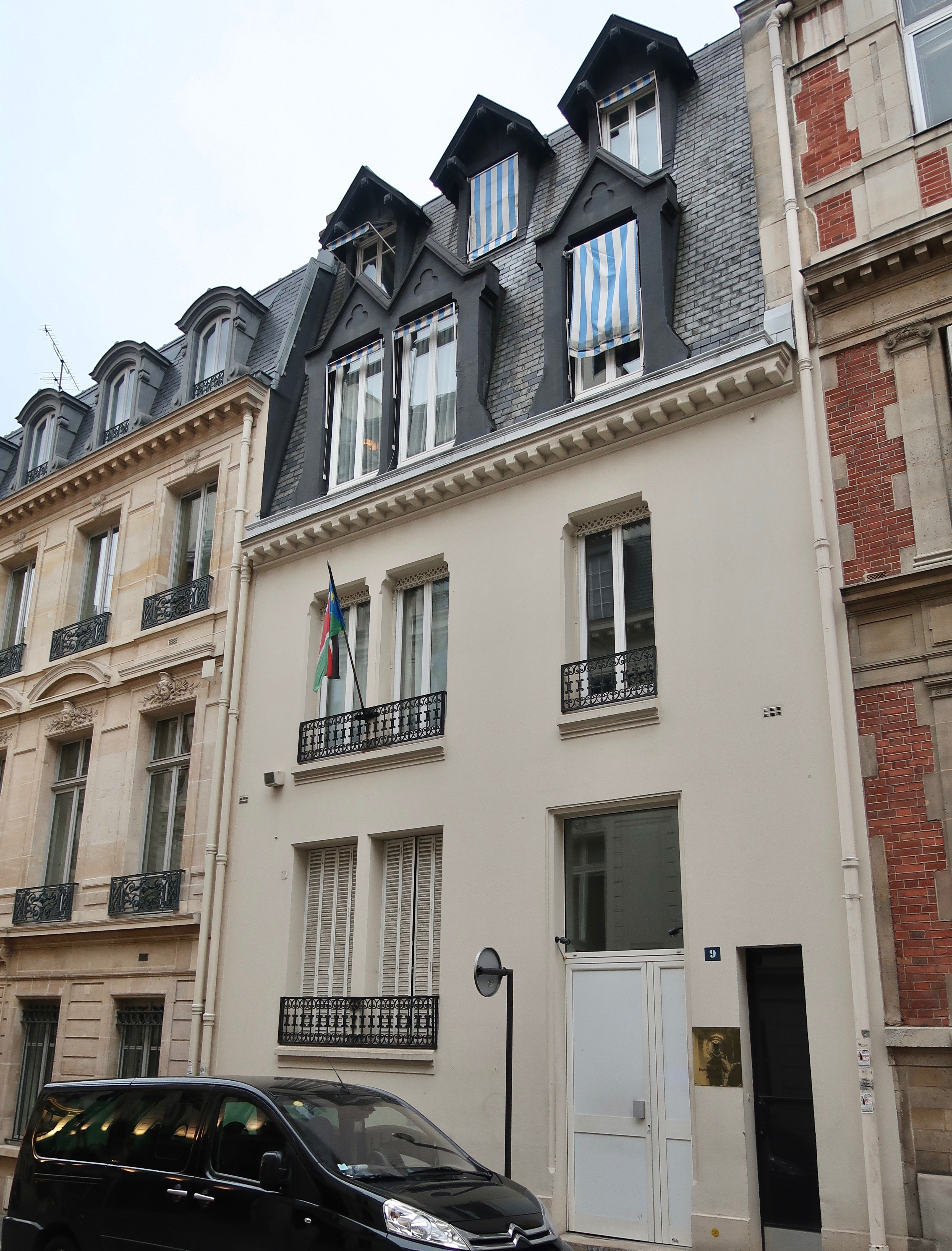
Ambassade du Soudan du Sud, 9 rue Kepler (Paris). Anciennement.

Le 7 mars 2012, le président du Soudan du Sud, Salva Kiir, nomme 78 ambassadeurs dans le monde. D'abord basée à Bruxelles, la représentation diplomatique du Soudan du Sud auprès de la France s'installe à Paris dans le 8e arrondissement de Paris, 1 rue François-1er, en avril 2013.
Depuis le 1er août 2013, l'ambassade était installée au sein d'un hôtel particulier situé 9 rue Kepler à Paris, dans le 16e arrondissement, cet hôtel particulier ayant précédemment abrité le siège du Haut Commissariat des Nations unies pour les réfugiés à Paris. L’ambassade a quitté ces lieux le 15 janvier 2025.

## Liste des ambassadeurs
| Date de nomination | Date de remise des lettres de créance | Date de remise des lettres de créance | Diplomate               |
| ------------------ | ------------------------------------- | ------------------------------------- | ----------------------- |
| 7 mars 2012        | 11 juillet 2012                       | [ JORF 1 ]                            | Andrew Akon Akech Kuol  |
|                    | 9 novembre 2016                       | [ JORF 2 ]                            | Lazaro Akoi Arou Lukuac |
|                    | 22 septembre 2023                     | [ JORF 3 ]                            | Michael Milli Hussein   |